# غابات هيركانيان

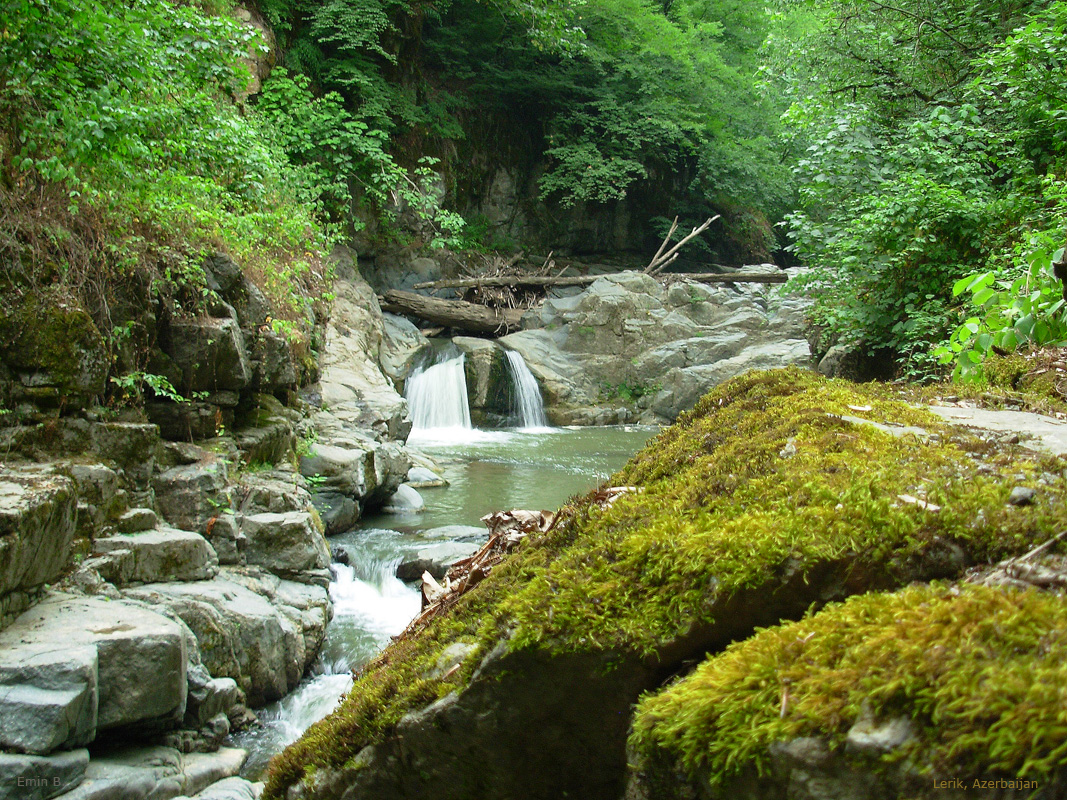
صورة من مقاطعة ليريك في أذربيجان

غابات هيركانيان القزوينية المختلطة هي غابات معتدلة عريضة الأوراق تقع في منطقة هيركانيا بين إيران وأذربيجان قرب بحر قزوين وتمتد من جبال البرز حتى البحر، وتبلغ مساحتها 55 ألف كلم مربع، في 5 يوليو 2019 تم ضم هذه الغابة ضمن لائحة التراث العالمي في اليونسكو. أبرز الأشجار المتواجدة في هذه الغابات هي السنديان كبير الأسدية والشرد القضباني وألبيزيا زهرة الحرير وخرمندي وسنديان كستنائي الأوراق، يتواجد في هذه الغابات حيوانات كثيرة من الدببة البنية والنمور الفارسية والخنازير والوشق الأوراسي و الذئاب و ابن آوى الذهبي والتفة والغرير الأوروبي والقضاعة الأوراسية ومن الطيور يتواجد أبو منجل اللماع والوزة الحمراء الصدر والنحام الكبير والبلشون التفلقاني والبط أبيض الوجه والبجع الدالماسي وغراب الليل أسود التاج والشاهين وبلشون القطعان والقوقل القزويني والحباري الصغيرة وأبو ملعقة الأبيض.